# Květoslav Minařík
Květoslav Minařík (21. února 1908 Horní Litvínov – 4. července 1974 Praha-Zbraslav) byl český jogín, mystik, buddhista, astrolog a autor duchovní literatury.

## Život

### Mládí (1908–1930)
Květoslav Minařík se narodil 21. února 1908 v Litvínově, v městské části Horní Litvínov, okres Most. Jeho otec, František Minařík, byl horník a ateista, který se snažil bojovat za zlepšení podmínek dělníků. Zemřel, když bylo Květoslavu Minaříkovi osm let. Tím, že rodina přišla o živitele, se dostala do existenčních problémů. Květoslavova matka Josefa Minaříková nebyla schopná řídit život rodiny, tj. devítiletého Květoslava a jeho sedmileté sestry Slavomily sama, proto se znovu vdala. Její nový muž se však od ní nechával živit a nutil Květoslava žebrat a bil ho. Ten později musel přes zimu vyrábět bačkory a nesměl chodit do školy. Proto ve své biografii napsal, že doba jeho docházky na základní školu nepřesáhla čtyři roky.
Rodinné poměry přiměly Minaříka, aby ve čtrnácti letech utekl z domova do Jablonce nad Nisou, kde pracoval jako nádeník na stavbách. Později bydlel u svého staršího nevlastního bratra, Oldřicha Minaříka, který ho dal do učení na pekaře.

### 30. léta a období druhé světové války
V roce 1932 se Minařík v Hradci Králové oženil s Annou (rozenou Šedou), s níž měl syna Jaroslava. S ním později přestal udržovat veškeré styky. Minařík se sám vyjadřoval v tom duchu, že sňatek byl pro něj způsobem, jak navázat kontakty s lidmi za účelem šíření svých duchovních myšlenek.
V 30. letech 20. století se Minařík účastnil schůzek spolku Psyché, který v Československu v roce 1929 založil Karel Weinfurter. Minařík byl po okupaci Československa německou armádou v roce 1939 totálně nasazen ve válečném průmyslu v Pardubicích. V srpnu roku 1944 byl dům rodiny Minaříkových zničen při bombardování spojeneckými silami, které se zaměřovaly na průmyslové podniky v Pardubicích.

### Poválečné období, 50. až 70. léta
Po válce žil Minařík postupně v Hradci Králové, Jablonci nad Nisou, Liberci a Březové. Po únoru 1948 byl stejně jako většina českých ezoteriků a mystiků sledován komunistickou Státní tajnou bezpečností (StB) a stejně jako během německé okupace nesměl veřejně publikovat. Výjimku tvořilo období po pražském jaru 1968.
Květoslav Minařík zemřel 4. července 1974 ve Všeobecné fakultní nemocnici na Zbraslavi po infarktu myokardu a je pohřben v Praze na Olšanských hřbitovech.

## Duchovní úsilí
Velké životní strasti nutily Minaříka, aby již v mládí hledal způsob, jak je překonat a odstranit. Jeho podobně smýšlející přítel Jaroslav Joneš mu ve 20. letech 20. století dal knihu o józe s popisem tělesných cvičení, na jejímž konci byly zmínky o duchovním životě. Na základě další knihy – Praktický yoga od O Hašnu Hary – se podřídil pravidlům jógy. Nesoustředil se jen na pozice nebo tělesná a dechová cvičení, ale především se snažil plnit přísné mravní požadavky, které pochopil jako nedílnou součást jógické nauky.
Přijetím všeobecné kázně (kázně učení) s důrazem na morální život dospěl podle svých slov 15. září 1926 v Hradci Králové k vrcholnému poznání v buddhistickém smyslu, což označil jako realizaci. Ve své biografii napsal, že ze začátku nevěděl, kam zařadit poznání, které získal. Teprve o několik let později zjistil, že je shodné s poznáním tibetského mahájánského buddhismu. Podle svých slov tak pochopil duchovní vývoj lidí, jeho překážky i způsob jejich odstranění a také podstatu světových duchovních a náboženských nauk. Právě poznání vzešlé z této realizace se po zbytek svého života snažil sdílet se svými přáteli a žáky.
Na základě tohoto poznání a navázaného dalšího úsilí dospěl Minařík podle svých slov v březnu 1946 a roku 1971 k dalším dvěma realizacím, které byly ve shodě s naukou severního buddhismu. Ve své biografii ovšem důrazně upozorňoval na to, že postup jeho úsilí nebyl správný, protože neměl učitele, který by ho varoval, že mravní úsilí má předcházet použití technických cvičení. Podle svých slov dokázal přestát celou zátěž duchovního vývoje založeného na technických cvičeních (podle hathajógy) jen díky nekompromisnímu všestrannému dodržování morálních pravidel, tzn. ve fyzické i psychické rovině. Ve svém životopise také konstatoval, že právě toto nesprávné pořadí úsilí mělo za následek poškození jeho zdraví. Proto před opakováním takové záměny varoval.

## Dílo
Minařík napsal rozsáhlé literární dílo, v němž popisoval cesty duchovního vývoje. Podle svých slov se v něm snažil brát do úvahy psychologii a způsob myšlení Evropana 20. století. Na základě svých zkušeností se pokoušel popsat způsob života, který vede k duchovnímu zdokonalení člověka a harmonicky rozvíjí všechny složky jeho bytosti (fyzickou, duševní i mentální). Ve svých knihách se snažil přiblížit problematiku duchovního vývoje, nauk a jejich praktického uplatňování z různých hledisek a duchovních tradic tak, aby tyto záležitosti byly přístupné co nejširšímu okruhu lidí. Z toho také vycházela šíře rozsahu jeho díla.

### Charakteristika díla
Minařík ve shodě s klasickými představiteli buddhismu zdůrazňoval, že skutečným cílem duchovních nauk je odstranit utrpení a jedinou skutečnou základnou duchovního úsilí je každodenní život. Aby bylo možné takový život správně žít, je nezbytné, aby usilující člověk respektoval v první řadě morální pravidla a kázeň, snažil se vyvolávat spásné myšlenky, pocity, duševní stavy a činy (tzv. „spásné stavy“) a odstraňoval stavy a věci nespásné. Tyto požadavky podle Minaříka vždy byly, jsou i budou naprosto nezbytným předpokladem, aby člověk dosáhl šťastného pocitového života a později také osvícení, poznání a spásy.
Výraznými znaky díla Květoslava Minaříka bylo jeho zdůrazňování prvořadosti snahy o morální zušlechtění člověka, sebepozorování v buddhistickém smyslu, dále záměrného udržování radostivé nálady (především tzv. bezpříčinné radostivosti) a také s tím spojeného uvědomování si povrchu nohou, především jejich spodních částí. Minařík opakovaně psal, že soustředění na nohy je pro člověka žijícího způsobem běžným ve 20. století bezpečnější než soustředění na jiné části těla doporučované různými směry a naukami.
Tím, že ve svém úsilí postupoval Minařík podle jógických pouček, popisoval ve svém díle i jógu. Opakovaně upozorňoval, že tento systém v žádném případě nemá zastupovat roli tělocviku nebo prostředku, jak získat zdraví nebo novou energii, kterou by člověk mohl použít ke svému hmotnému prospěchu. Podle něj vždy platilo, že jóga je duchovní nauka, která má vést ke sjednocení člověka s božstvím. A právě proto, že označoval jógu za systém, psal, že se nemá zaměňovat pořadí jednotlivých částí jógy (podle Pataňdžaliho). Zdůrazňoval, že pokud se chce běžně žijící člověk západní civilizace zabývat jógou, měl by začít pouze prvními dvěma jejími částmi, tzn. jamou a nijamou. Tyto dvě části byly do jógického systému zařazeny proto, aby člověk nejprve dosáhl harmonického prožívání. Vyjadřoval názor, že další části měly a mají jiné účely a nelze je s dobrým výsledkem použít, aniž člověk předtím dosáhl výsledku v předchozích dvou částech. V návaznosti na kontakt se spolkem Psyché a tehdy obvyklou terminologii používal Minařík pro označení systému duchovního úsilí i pojem mystika, jenž u něj částečně splýval s pojmem jóga.
Dalším výrazným Minaříkovým rysem bylo, že ve svých dílech upozorňoval na to, které postupy duchovní praxe a jógy je možné provádět v současné západní společnosti a které jsou pro ni naopak nevhodné (tj. jsou možné pouze v osamocení či za jiných specifických podmínek). Minařík doporučoval používat výhradně takové postupy, které nevedou ke ztrátě kontaktu s občanským životem. V pozdějších pracích byla rovněž patrná autorova snaha o propojení duchovního poznání s vědou.
Ke všem svým dílům se Minařík v průběhu života vracel, doplňoval je a přepracovával, čímž u každého spisu vznikalo více postupně rozšiřovaných verzí. Minařík psal originály svých prací převážně na psacích strojích, protože mu zánět nervů v ruce neumožňoval bezproblémové psaní tužkou nebo perem. Následné drobnější doplňky a korektury vpisoval většinou tužkou.
Vzhledem k obsahu děl nemohl Minařík své knihy publikovat za svého života, proto se snažil spisy připravit na budoucí vydání. V roce 1968 celé své dílo na základě písemné smlouvy daroval PhDr. Zoře Šubrtové s právem vydat je knižně. Tato skutečnost se postupem doby ukázala jako velmi důležitá především proto, že se již po smrti autora začaly objevovat podvrhy a plagiáty jeho děl. Celé jeho dílo bylo a je vydáváno se svolením majitelky autorských práv od roku 1989 nakladatelstvím Canopus. Stejná organizace začala vydávat jeho knihy i v digitální podobě.

### Původní tvorba
V původní tvorbě popisoval Minařík duchovní vývoj z hlediska současného člověka a snažil se jej zpřístupnit dnešní generaci.
Přímá Stezka bylo první dílo, které se Květoslavu Minaříkovi podařilo vydat knižně nedlouho před okupací Československa v roce 1939. V knize mimo jiné popsal různé druhy jóg (džňánajóga, karmajóga, bhaktijóga) a postup jejich praktického uplatňování v každodenním životě. Indolog, publicista a překladatel Boris Merhaut knihu v roce 1971 označil za první seriózní pokus o klasifikaci různých jóg a jejich zasazení do kontextu jiných duchovních disciplín. Podklad k druhému vydání, které Minařík připravil v roce 1954, se mu již v češtině za života nepodařilo vydat. V 70. letech 20. století Minařík text v utajení poslal do Rakouska, kde jej na jeho přání přeložil do němčiny a pod svým jménem vydal Roman Mandys.
Dílo Cesta k dokonalosti napsal Minařík mezi lety 1942 a 1946, původně pod názvem O sjednocení duševních sil. V knize na základě svých zkušeností popsal, jak postupovat při proměně bytosti, a to především v psychické oblasti, a zároveň upozornil na nebezpečí, kterým je nutno se vyhnout. Podal metodické pokyny, jak soustavným sebepozorováním, sebekontrolou a sebeovládáním, kladnými zásahy vůle ve smyslu „vzhůru srdce“ zasáhnout do automatiky, v níž se jednotlivé psychické složky uplatňují u člověka individuálně odlišně.
Světlo géniů dokončil Minařík přibližně v roce 1951. Popsal v něm praktické uplatňování mystiky/jógy a věnoval se také vysvětlení některých souvisejících termínů (např. karma, předpoklady duchovního vývoje a soustředění).
Dílo s názvem Beseda bohů autor považoval za své stěžejní dílo a „vysokoškolskou učebnici“ jógy. Vznikla mezi lety 1951 a 1953 jako rozhovor dvou bohů, kteří spolu hovoří o józe i jiných duchovních naukách a záležitostech. Minařík v díle rozděleném do sedmi rozmluv podrobně popsal různé druhy jógy, které ve vztahu k evropskému životu a myšlení v poslední rozmluvě spojil do tzv. „integrální jógy“. V textu vyjádřil, že duchovní vývoj lze zahájit především mravním přepodstatněním, založeným kromě úsilí žít podle morálních pravidel duchovních nauk, také na vůlí vyvolaných a záměrně udržovaných kladných pocitech. Teprve potom je možné použít koncentrační a dechová cvičení.
Malý mystický slovník naučný psal Minařík mezi lety 1956 a 1974 a vytvořil tak soubor více než 1 800 hesel vysvětlujících z jeho stanoviska základní pojmy duchovních nauk a jejich vztahy k vědám. Zahrnul sem styčné body mezi duchovními naukami a psychologií, fyziologií, neurologií a fyzikou a začlenil sem také popis postupů k duchovní praxi a vysvětlení problémů, na něž narážejí lidé snažící se žít podle duchovních mravních zásad.
Svůj životopis pod názvem Kéčara napsal v roce 1956 a v průběhu dalších let k němu přidával dodatky. Spis vytvořil jako poslední ze svých základních děl. Nezaměřil se v něm výhradně na popis vnějších událostí a dat, ale spíše na život vnitřní. V předmluvě napsal, že se při popisu vlastního života a především vnitřních zkušeností ocitl v nebezpečí, že tím vzbudí závadné názory na sebe. Zároveň si však uvědomoval, že pokud by o svém životě mlčel, mohlo by vzniknout přesvědčení, že jeho pokyny k duchovní praxi není možné uskutečnit v západní společnosti.
Spis Spása vznikal asi mezi lety 1965 a 1968. Autor spis považoval za velmi náročnou učebnici jógy a poukazoval v něm na vztahy mezi biologickými jevy na buněčných membránách živého lidského organismu a jeho psychickými složkami. Lidský organismus je podle něj ovlivnitelný různými postoji člověka v  běžném životě a také speciálními jógickými metodami nebo zásahy do psychické oblasti podle pouček buddhismu a křesťanství.
Dílo Tajné zasvěcení vzniklo v roce 1973 jako shrnutí autorových zkušeností s vedením lidí po cestě duchovního vývoje. Minařík zde popsal především překážky na duchovní cestě lidí. Ty viděl především ve sklonech, které jako podvědomé hnací síly ovlivňují chování lidí a jejich myšlení a jednání a zakládají se především na pudech a emocích, nikoli na rozumu. Ovládnutí sklonů soustavnou sebevýchovou pak Minařík označil za nezbytný předpoklad pro úspěšný postup na duchovní cestě.
Za svého života vytvořil Minařík také přes sto drobných prací, některých nedokončených. V nich reagoval na konkrétní aktuální témata, se kterými se ve svém životě setkávat v širší společnosti i u lidí, se kterými byl v osobním kontaktu. Texty zahrnovaly širokou škálu námětů od podrobnějších popisů překážek na duchovní cestě až k vyjádřením o společenské situaci nebo aktuálně populárních duchovních směrech. Drobné práce byly také prvními texty, které se mu podařilo zveřejnit. Konkrétně šlo o několik prací v časopise Médium, který vycházel ve 30. letech 20. století a který se věnoval nejrůznějším duchovním a okultním směrům. Další drobné práce se Minaříkovi podařilo zveřejnit v přílohách deníku Lidová demokracie  v průběhu let 1968 až 1969. Po roce 1989 byla většina z autorových drobných prací vydána v různých výborech nebo knihách.

### Komentovaná díla
Komentovanou tvorbu tvoří autorovy komentáře k různým duchovním směrům, naukám a náboženstvím, jimiž chtěl Minařík zpřístupnit spirituální nauky minulosti, které považoval za hodnotné a které by mohly být dnešním lidem těžko srozumitelné. Minařík se nedomníval, že jeho spisy a jeho nauka jsou jediné správné a nejlepší. Ve svých dílech i rozhovorech zdůrazňoval kvality buddhismu, křesťanství i jiných duchovních nauk. Poukazoval také na vzájemné souvislosti a nabádal k toleranci. Právě proto vybíral různá díla různých směrů a doprovázel je svými komentáři.
První komentovanou knihu Vnitřní smysl Nového Zákona vydal v Pardubicích v roce 1945 vlastním nákladem. Komentoval v ní vybrané pasáže Nového Zákona a popsal svůj svébytný výklad křesťanských témat. Minařík vyjádřil, že pouze skutečná vnější i duševní životospráva podle mravních pravidel, v tomto případě podle evangelií, působí spolehlivě na všeobecné ozdravění a individuální duchovní růst a že naopak každé náboženství nebo nauku, které by tyto hodnoty neuznávaly třeba jen tím, že by je považovaly za podružné v poměru k mentálním cvičením (provázeným případně orientálními pozicemi), lze označit za nauky falešné, které dovedou své stoupence na scestí a do zkázy. Druhé vydání knihy připravil autor k vydání v roce 1957, ale vzhledem k tehdejším politickým poměrům v Československu vyšlo nakonec až v roce 1992.
Ve svém díle Květoslav Minařík popularizoval také buddhistické myšlenky. Jako první komentoval Hlas Ticha Heleny Petrovny Blavatské, zakladatelky Teosofické společnosti. Hlas Ticha vznikl podle slov autorky jako výbor z Knihy zlatých předpisů. Blavatská jej přeložila do angličtiny a poprvé vydala v roce 1889. Minařík tento text pokládal za jeden z nejhodnotnějších mystických spisů, a proto k němu mezi lety 1950 a 1955 připojil své komentáře. Spis tvořily tři zlomky textů (Hlas Ticha, Dvě stezky a Sedm bran) doplněné o Minaříkovy komentáře a pro vydání byl nazván Mahájánské texty.
Buddhismus popularizovaly také tibetské texty shrnuté pod názvy Tajemství Tibetu (1 a 2) a Milaräpa, ve kterých Minařík komentoval překlady knih W. Y. Evans-Wentze Tibetská jóga a tajná učení (Tibetan yoga and secret doctrines), Tibetská kniha mrtvých (The Tibetan Book of the Dead) a Velký tibetský jogín Milaräpa (Tibet’s Great Yogi Milarepa). Na komentářích k těmto textům pracoval Minařík mezi roky 1954 a 1957. V 70. letech komentoval z buddhistické literatury ještě dílo Alexandry David-Neelové (1868–1969), znalkyně tibetského náboženství a filozofie, Tajná učení tibetských buddhistů, pronikavý vhled (Les Enseignements Secrets des Bouddhistes Tibétains, la Vue Pénétrante) a Slovo Buddhovo, které na základě buddhistických súter sestavil Nyánatiloka Maháthera.
Komentoval také Tao-te-ťing od Lao-c’, jehož pokládal za mudrce, který popsal svět a upozornil ho na to, co jej dělá špatným nebo dobrým. Proto přibližně v roce 1958 k tomuto textu doplnil své komentáře, v nichž mj. napsal, že vnitřní příčiny zla, kterým trpí lidé a lidstvo, lze odstranit dobrotou a nesobeckostí v jednání, pociťování i myšlení.
Ve spisu Pataňdžaliho jógasútra okomentoval Minařík nejstarší klasickou učebnici jógy z doby asi 200 let př. Kr. s názvem Jógasútra. Ta bývá připisována „otci jógy“ Pataňdžalimu a čerpají z ní např. publikace věnující se osobnímu i profesnímu rozvoji člověka dnešní společnosti. Minařík si pro své komentáře zvolil překlad ze sanskrtu od německého učence J. W. Hauera, protože jej pokládal za nejsrozumitelnější a okomentoval ho přibližně v roce 1963.

## Vydané knihy

### Knihy vydané před rokem 1989
- Přímá stezka (1939)
- Vnitřní smysl Nového Zákona (1945)

Další vydání proběhla rovněž v Rakousku, avšak knihy Der Direkte Pfad (1974) a Der innere Sinn des Neuen Testaments (1988) byly vydány pod jménem Roman Mandys (jméno žáka Květoslava Minaříka, který již v té době působil v Rakousku), protože uvedení skutečného jména autora by bylo příliš nebezpečné vzhledem k tehdejším poměrům v Československu.
Dále byla jeho kniha Přímá Stezka (1988) vydána v Kanadě.

### Knihy vydané po roce 1989
Nakladatelství Canopus, které bylo založeno s cílem vydat posmrtně celé jeho dílo, vydalo v edici Přímá Stezka tyto knihy:
- Přímá Stezka
- Vnitřní smysl Nového Zákona
- Jóga v životě současného člověka
- Beseda bohů
- Světlo géniů
- Cesta k dokonalosti
- Spása
- Malý mystický slovník naučný
- Tajemství Tibetu 1, Sedm tibetských textů (s komentáři K. Minaříka)
- Tajemství Tibetu 2, Tibetská kniha mrtvých (s komentáři K. Minaříka)
- Mahájánské texty (s komentáři K. Minaříka)
- Milarapa (s komentáři K. Minaříka)
- Kéčara
- Praxe Přímé Stezky 1 (korespondence s žáky a dalšími zájemci o duchovní nauky)
- Praxe Přímé Stezky 2 (korespondence s žáky a dalšími zájemci o duchovní nauky)
- Praxe Přímé Stezky 3

V edici Drahokamy vydalo tyto knihy:
- Drahokamy 1
- Drahokamy 2
- Pronikavý vhled (s komentáři K. Minaříka)
- Tajné zasvěcení
- Lao-c´-ovo Tao-te ťing (s komentáři K. Minaříka)
- Slovo Buddhovo (s komentáři K. Minaříka)
- Pataňdžaliho jógasútra (s komentáři K. Minaříka)

## Skupiny
Vzniklo více skupin, které se hlásí ke jménu Květoslava Minaříka, případně jeho žáků. Jde mimo jiné o:
- Buddhové a buddhismus v Česku
- Canopus
- Česká mahajána
- Květ